# Решке, Эдвард
Эдвард Ре́шке (пол. Edward Reszke; 22 декабря 1853, Варшава — 25 мая 1917, Гарнек под Ченстоховым) — польский оперный певец (бас).

## Биография
Учился у своего брата Яна Решке, а также у Франческо Чаффеи и Филиппо Колетти. Выступал с гастролями в крупнейших театрах мира. С 1891 — солист «Метрополитен-опера». В 1907 году основал школу пения в Лондоне.

## Оперные партии
- «Фауст» Шарля Гуно — Мефистофель
- «Севильский цирюльник» Джоаккино Россини — Базилио
- «Пуритане» Винченцо Беллини — сэр Джордж Уолтон
- «Сомнамбула» Винченцо Беллини — граф Родольфо
- «Демон» Антона Рубинштейна — князь Гудал
- «Вильгельм Телль» Джоаккино Россини — Вальтер Фюрст
- «Ромео и Джульетта» Шарля Гуно — Лоренцо, монах
- «Лоэнгрин» Рихарда Вагнера — Генрих Птицелов